# ひみつの嵐ちゃん!
『ひみつの嵐ちゃん!』（ひみつのあらしちゃん!、英語表記：THE ARASHI SECRET TV SHOW）は、2008年4月10日から2013年3月21日までTBS系列で毎週木曜日22:00 - 22:54（JST）に放送されていたバラエティ番組で、嵐の冠番組である。略称は『嵐ちゃん』『ひみあら』。2012年5月31日より、番組連動データ放送に対応。

## 概要
タイトルは『ひみつのアッコちゃん』のもじり。この時間帯での同局のバラエティ番組は2002年3月14日に終了した『ここがヘンだよ日本人』以来6年ぶりとなる。嵐にとって初のプライムタイムでの冠番組。

### ひみつのアラシちゃん！
開始当初は嵐のメンバーが専門家やゲストのもとへ赴いたり、世界各国の映像VTRを鑑賞する企画がメインだった。第8回（2008年5月29日）までは「社会科ナゾ解明TV」の副題が付いていた。スタジオパートはハイビジョン制作だが、ロケVTRは4:3のSD制作になっており、VTRはデジタル放送で画面両サイドに黒帯が入った。また全編ロケ企画の場合は全編に渡ってSD制作であった。

### ひみつの嵐ちゃん！
第51回（2009年5月28日）から「ひみつの嵐ちゃん!」に改題し、コーナーも一新。嵐がオセロと女性ゲストにイジられる企画、芸人と嵐が対決する企画を中心に放送された。改題当初は「VIP ROOM」がほぼ全ての回で行われ、「マネキンファイブ」とその他の企画とが隔週で放送されることが多かった。
2011年4月14日放送分からは、嵐5人の内の2人のみ週替わりで出演する様になり、5人全員での出演は「マネキンファイブ特別編」など一部の回に限られた。「VIPリムジン」→「嵐シェアハウス」と、その他の週替わり企画を放送。
番組が始まってからしばらくの間、関東地区における視聴率は苦戦していたが、2009年10月頃からは概ね2桁で安定するようになる。しかし、末期では1桁台となることが多く、再び苦戦を強いられた。
2012年7月19日より、直前の21:54 - 22:00枠に『もうすぐ嵐ちゃん!』が設けられていたが、直前番組『木曜ドラマ9』が初回・最終回などで拡大される場合、『もうすぐ嵐ちゃん!』を省いてステブレレスで開始する場合もあった。
2013年3月21日をもって終了。最終回には全員が出演した。TBS関係者は「5年の節目を迎え、人気番組としての大きな役割を果たし、区切りをつけ、新しい形でパワーアップする」としている。後継番組は有吉弘行と櫻井が司会を務める『今、この顔がスゴい!』となり、櫻井のみ同枠の続投として起用される形となった。
女性自身の「復活してほしい嵐の番組」第3位。

## 出演者

### レギュラー・準レギュラー
嵐以外のレギュラー・準レギュラーは企画によっては、出演しない場合もある。
- 嵐（大野智、櫻井翔、相葉雅紀、二宮和也、松本潤）- 2011年3月までの放送分は全員一緒に出演していたが、同年4月以降の放送分は原則1回の放送につき2名のみで行う当番制に変更（ただし、「マネキンファイブ特別編」、「嵐シェアハウスSP」他一部の放送分を除く。）。
- 中島知子（当時：オセロ） - 2011年3月までの放送分はレギュラーであったが、同年4月14日の放送回で事前収録として出演したのを最後にインフルエンザ、その後体調不良により無期限休養。2012年2月に降板となった。
- 松嶋尚美（当時：オセロ） - 2011年3月までの放送分はレギュラー。同年4月以降の放送分は準レギュラー。2011年冬からは産休に入ったため「マネキンマストアイテム」司会などは木下優樹菜が代行していたが、2012年5月10日放送分より復帰。
- 岡田圭右（ますだおかだ） - 2011年4月以降の放送分は中島の代理として「マネキンマストアイテム」などに出演。2012年から代理の肩書きが取れ、準レギュラーに昇格。

### コーナーレギュラー
『社会科ナゾ解明FILE』のコーナー
草野仁、ジョン・カビラ、堀井美香（TBSアナウンサー）
『知らないほうが幸せだった事実』の天の声
木下隆行（TKO）
『ランキングダービー』の予想屋
FUJIWARA（藤本敏史・原西孝幸）
『ダウトアクション』のダウト伯爵（司会）
バッキー木場
『オトナは出来て当然SHOW』の天の声・『ラストミッション』の実況兼司会
土井敏之（TBSアナウンサー）
高野貴裕（TBSアナウンサー）
『リストランテBOTSU』のギャルソン（司会）
若林正恭（オードリー）

## 主なコーナー

### ひみつのアラシちゃん!
社会科ナゾ解明FILE
第1回から第8回に行われたコーナー。嵐が様々な疑問に対し、専門家や現地に取材に向かい、スタジオで発表。その手腕ぶりをレギュラーのオセロ・草野を含む10人のパネラーが「心に感動の嵐を巻き起こせたか」で判定。5人以下で「微風…」6 - 9人で「旋風!」、全員評価で「大アラシ!!」となり、調査したメンバーに対し、評価に応じた強さの風が吹き付けられる。
チャイルドマインダー嵐
嵐が芸能人の子供を一日預かって世話をする。なお、この企画を行う為、嵐のメンバー全員がチャイルドマインダーの資格を取得した。
アラシアンルーレット
様々なランキングの一位を当てずに選んでいくゲーム。
アラシちゃんツアー
嵐とオセロが日光や房総半島など様々な名所を観光する旅ロケ企画。
嵐の夏休み!（2008年8月28日・9月4日放送）
アラシちゃんin日光（2008年9月11日・18日・24日放送）
嵐の大忘年会（2008年12月18日放送）
自分説明書
街角アンケートで聞いたゲストの勝手なイメージを本人と嵐のメンバーにぶつけイエス・ノーを回答するもの。
しかし途中から嵐かゲストがイエス・ノーどちらを答えるか嵐のメンバーが予想するものに変わった。
おバカチャレンジ
嵐の5人がくだらない事に挑戦する企画。
ギネスの嵐!
Tシャツの重ね着の枚数でギネス世界記録に挑戦した。
バカッコいい日常
「バカッコいい日常」とよばれる「くだらないけどできたらカッコイイ技」によるプロモーション映像の撮影に挑戦した。
ヒューマンビートボックス
嵐が発する擬音を組み合わせてPVを作成した。
世界のひみつ映像
世界中の衝撃映像やハプニング映像、超人映像、錯覚映像など様々な分野のVTRをスタジオで鑑賞する。

### ひみつの嵐ちゃん!

#### 2009年5月～2011年3月
VIP ROOM
オセロの進行のもと、嵐が女性ゲスト（スペシャル時は男性ゲストの場合もあり）を迎えトークを行う。
最初にゲストが持つ嵐のメンバーについてのイメージを、過去の嵐ちゃん内の映像や出演ドラマ、コンサートの映像とともに紹介される。「犬にたとえたら」や「お兄ちゃんだったら」などテーマやシチュエーションで考える、印象が薄いなどの理由で省略される場合もある。トークは主にゲストが抱えている秘密やエピソードをベースに展開する。嵐によるプレゼン企画などの企画を通じ、最後はゲストが今日の中で一番の「お気に入り嵐」を決定する。お気に入り嵐に選ばれた回数は、大野が16回、櫻井が14回、相葉が11回、二宮と松本が9回（二宮のうち1回は明石家さんま）である。
2011年3月31日放送のスペシャルではミッキーマウスがゲストとして登場。収録は東京ディズニーリゾートで実施され、コーナー終盤にディズニーキャラクターとのスペシャルライブも実施された。尚、当日は全編モノステレオ放送が実施された。
マネキンファイブ
中島が店長、松嶋が副店長、嵐と男性ゲストがマネキン、女性（もしくはニューハーフ）ゲストがお客様という設定。
嵐は自らお題に沿った服を選んで着こなし、マネキンになりきり直立不動で待つ。来店した女性ゲストは1人ずつ自分が気に入ったコーディネートのマネキン1人に「売約済」と書かれたシールを服に貼る。勝ち抜け制で行い、マネキン1人が残った時点でそのマネキンを最下位の「売れ残り」とし終了（閉店）する。「売れ残り」のマネキンは松嶋に悪口を言われ「売れ残り」と書かれたふせんを服に貼られる。閉店後、売れ残ったマネキンが最後に締めの一言を述べる。
第6回（2009年11月5日）以降は嵐5人+自称オシャレタレント1 - 2人の計6 - 7人で競う。一度お客様ゲスト全員に見てもらった後、マネキンたちが1人ずつ指名し、マネキンを1人（1人目のみ数の都合上2人）選んでもらう。
尚、ブティックが舞台のため小道具として色々な服があるが、初回に大野がそれを使用して勝ち抜けてしまったため以降は使用禁止。スタッフや勝ち抜けたメンバー・ゲストからのアドバイスを元にボタンを開ける、ジャケットを脱ぐなどのアレンジするのは容認されている。
2010年からはファッション披露前のマントに売れ残りの回数に応じたふせんが貼られ、売れ残り経験のあるゲストマネキンにも売れ残った回数分ふせんが貼られる。なお、レギュラー回と特別編は別々にカウントされ、特別編では特別編で最下位になった回数分のふせんが貼られる。
2011年1月27日の放送からは2ndシーズンに突入。売れ残りの付箋がリセットされ、全員0枚からの再スタートとなった。
売れ残った回数は、1stシーズンは櫻井が嵐トップの5敗、松本が2敗、二宮・相葉・大野が1敗、ゲストが9敗。2ndシーズンは、大野・二宮・ゲストが1敗。
結果表
| 回                 | 放送日             | テーマ                               | マネキンゲスト                                  | お客役ゲスト（来店順）                                                 | 売れ残り           |
| 1stシーズン        | 1stシーズン        | 1stシーズン                          | 1stシーズン                                     | 1stシーズン                                                            | 1stシーズン        |
| 2009年（平成21年） | 2009年（平成21年） | 2009年（平成21年）                   | 2009年（平成21年）                              | 2009年（平成21年）                                                     | 2009年（平成21年） |
| ------------------ | ------------------ | ------------------------------------ | ----------------------------------------------- | ---------------------------------------------------------------------- | ------------------ |
| 1                  | 5月28日            | 初デート服                           |                                                 | 吉川ひなの 神戸蘭子 大島麻衣 矢口真里                                  | 櫻井               |
| 2                  | 6月11日            | アウトドアデート服                   |                                                 | 南明奈 西山茉希 佐藤唯 小倉優子                                        | 櫻井               |
| 3                  | 7月9日             | 海デート服                           |                                                 | 長谷川理恵 吉澤ひとみ 阪井あゆみ 眞鍋かをり                            | 松本               |
| 4                  | 8月6日             | 夏の勝負Tシャツ                      |                                                 | SPEED 新垣仁絵 上原多香子 島袋寛子 今井絵理子                          | 二宮               |
| 5                  | 9月3日             | 今年一番の冒険服                     |                                                 | 若槻千夏 篠原ともえ 千秋 里田まい                                      | 相葉               |
| 6                  | 11月5日            | 秋のジャケットコーディネート         | フットボールアワー （後藤輝基・岩尾望）         | 梅宮アンナ ユンソナ 佐々木希 相田翔子 はるな愛                         | 後藤               |
| 7                  | 11月19日           | 流行色“赤”を取り入れたコーディネート | 宮迫博之（雨上がり決死隊） 藤本敏史（FUJIWARA） | 夏川純 池田夏希 神戸蘭子 熊田曜子 安田美沙子                           | 櫻井               |
| 8                  | 12月3日            | 冬のアウターコーディネート           | 品川庄司 （品川祐・庄司智春）                   | 西川史子 南明奈 青田典子 辺見えみり ほしのあき                         | 庄司               |
| 9                  | 12月17日           | クリスマスデート服                   | 陣内智則 狩野英孝                               | 篠田麻里子（AKB48） 浦浜アリサ 吉川ひなの 徳澤直子 熊澤枝里子          | 狩野               |
| 2010年（平成22年） |                    |                                      |                                                 |                                                                        |                    |
| 10                 | 1月14日            | 2010年初デート服                     | 山里亮太（南海キャンディーズ） ふかわりょう     | 堀北真希 田丸麻紀 森脇英理子 前田美波里 小原正子（クワバタオハラ）     | ふかわ             |
| 11                 | 2月11日            | バレンタインデート服                 | チュートリアル （徳井義実・福田充徳）           | 米倉涼子 ヨンア リサ・ステッグマイヤー 工藤綾乃 森泉                   | 徳井               |
| 12                 | 2月25日            | 冬のリゾート服                       | DAIGO JOY                                       | MEGUMI 三船美佳 ユンソナ 山口もえ 千秋                                 | 櫻井               |
| 13                 | 3月11日            | アニマル柄を取り入れたコーディネート | ゴリ（ガレッジセール）                          | MAX REINA NANA LINA MINA                                               | 櫻井               |
| 14                 | 5月20日            | 夜遊びデート服                       | 武田修宏 パンツェッタ・ジローラモ               | ほしのあき 青田典子 梅宮アンナ 磯山さやか 手島優                       | 松本               |
| 15                 | 6月17日            | 花柄を取り入れたコーディネート       | JOY 梅しゃん                                    | 道重さゆみ（モーニング娘。） 舟山久美子 浜田ブリトニー misono スザンヌ | JOY                |
| 16                 | 7月29日            | 海デート服                           | オードリー （若林正恭・春日俊彰）               | SHIHO ユンソナ 宮坂絵美里 MEGUMI 千秋                                  | 春日               |
| 17                 | 9月2日             | 秋のチョイ攻めコーディネート         | 劇団ひとり DAIGO                                | 山田優 トリンドル玲奈 木下優樹菜 住谷念美 ローラ                       | DAIGO              |
| 18                 | 11月11日           | 最強デート服                         | 小栗旬 笠原秀幸                                 | 吉川ひなの ローラ 若槻千夏 ユンソナ スザンヌ                           | 笠原               |
| 19                 | 12月9日            | 冬のアウターコーディネート           | 徳井義実（チュートリアル） 綾部祐二 （ピース）  | MEGUMI 道重さゆみ（モーニング娘。） 小森純 谷村奈南 千秋               | 大野               |
| 2ndシーズン        |                    |                                      |                                                 |                                                                        |                    |
| 2011年（平成23年） |                    |                                      |                                                 |                                                                        |                    |
| 20                 | 1月27日            | 素敵なパーカコーディネート           | 藤本敏史（FUJIWARA） 庄司智春 （品川庄司）      | 大政絢 AMO ローラ 益若つばさ AYAMO                                     | 大野               |
| 21                 | 2月17日            | オシャレペアルックコーディネート     | アンジャッシュ （渡部建・児嶋一哉）             | 木下優樹菜 高嶋ちさ子 ニコル 山口もえ 西川史子                         | 二宮               |
| 22                 | 3月3日             | 勝負ジーンズコーディネート           | 品川ヒロシ（品川庄司） 佐藤隆太                 | ローラ RIKACO IKKO hitomi 藤本美貴                                     | 品川               |

対抗戦ルール
嵐チームVSゲストチームの対抗戦。チームメイトの服を見て代表マネキンを1人選出し1対1の勝負を行う。判定は女性芸能人5人による多数決により決定。先に3勝したチームの勝利。なお、各対決後、勝ったマネキンには「売約済」、負けたマネキンには「売れ残り」のふせんが張られる。
関ジャニ∞との対戦では関ジャニ∞が7人のため4勝で勝利。嵐は6戦目・7戦目はくじ引きで選ばれたマネキンが参加する。
結果表
| 回 | 放送日         | テーマ                            | 対決チーム | お客役ゲスト                                                 | 勝利チーム         |
| -- | -------------- | --------------------------------- | --- | ------------------------------------------------------------ | ------------------ |
| 1  | 2009年8月20日  | 真夏の合コン勝負服                | オシャレ芸人チーム 藤本敏史（FUJIWARA） 徳井義実（チュートリアル） 板倉俊之（インパルス） 村上健志（フルーツポンチ） たむらけんじ             | 鈴木サチ 真山景子 高垣麗子 押切もえ 蛯原友里                 | 嵐チーム           |
| 2  | 2009年10月22日 | 秋の合コン勝負服                  | オシャレ芸人チーム 有田哲平（くりぃむしちゅー） 設楽統（バナナマン） 宮川大輔 山根良顕（アンガールズ） 岡田圭右（ますだおかだ）               | マリエ 藤井リナ 紗羅マリー 大石参月 脇田恵子                 | オシャレ芸人チーム |
| 3  | 2010年5月6日   | 春の合コン勝負服                  | オシャレ芸人チーム ウド鈴木（キャイ～ン） 天野ひろゆき（キャイ～ン） 藤本敏史（FUJIWARA） 庄司智春（品川庄司） 藤森慎吾（オリエンタルラジオ） | マリエ 加藤夏希 ヨンア 辺見えみり 杉本彩                     | 嵐チーム           |
| 4  | 2010年7月1日   | 夏の合コン勝負服                  | オシャレ芸人チーム 金田哲（はんにゃ） 川島章良（はんにゃ） コカドケンタロウ（ロッチ） 中岡創一（ロッチ） 狩野英孝                             | 藤本美貴 益若つばさ 道重さゆみ クリスティーナ はるな愛       | 嵐チーム           |
| 5  | 2010年7月8日   | 夏の合コン勝負服                  | うぬぼれ刑事チーム 長瀬智也 生田斗真 要潤 坂東三津五郎 矢作兼（おぎやはぎ）                                                                   | 吉川ひなの 西山茉希 冨永愛 西川史子 杉本彩                   | 嵐チーム           |
| 6  | 2010年10月28日 | 秋の勝負デート服                  | 関ジャニ∞チーム 村上信五 横山裕 丸山隆平 渋谷すばる 錦戸亮 安田章大 大倉忠義                                                                  | 土屋アンナ 冨永愛 ヨンア 西川史子 はるな愛                   | 嵐チーム           |
| 7  | 2010年12月23日 | 赤を使った大人のX'masパーティー服 | アダルトチーム 髙田延彦 武田修宏 魔裟斗 風間トオル ふかわりょう                                                                               | 叶恭子（叶姉妹） 叶美香（叶姉妹） マリエ 梅宮アンナ 西川史子 | 嵐チーム           |

番外編ルール
「VIP ROOM」ゲストの女性の服を嵐5人がコーディネート。ゲスト1人で1位〜5位までの順位を付ける。
結果表
| 回 | 放送日         | テーマ                     | ゲスト | 1位  | 2位  | 3位  | 4位  | 5位  |
| -- | -------------- | -------------------------- | ------ | ---- | ---- | ---- | ---- | ---- |
| 1  | 2010年10月21日 | 蒼井優さんに1番似合う服    | 蒼井優 | 松本 | 櫻井 | 相葉 | 大野 | 二宮 |
| 2  | 2011年1月13日  | カーディガンコーディネート | 宮里藍 | 櫻井 | 相葉 | 松本 | 大野 | 二宮 |

マネキンファイブ特別編
開店前（早朝）の大型ショッピングセンターを貸し切り、開店直前までの制限時間内までに、各自があらゆる店舗を廻りながらコーディネートを選ぶ。勝負とは直接関係しないレストランやカフェも含め、早朝から全てのテナントが営業しコーディネートをアテンドする。
本物の白いマネキンを使用し、誰がコーディネートしたか分からない状態で一定期間展示し、女性視聴者による一般投票により順位が決定する（3回目の新宿編からはインターネット投票も実施。5回目の有楽町編のみ男性の投票も可能となった）。
誰のコーディネートか分からない点から、他人の模倣、店のマネキンをそのまま採用、服のセレクトを店員任せにする、自分ではなくマネキンに似合うコーディネート等の戦略が多用されていたが、4回目の横浜編（2011年10月20日）以降は、これらの行為や店のポスターやカタログから引用するのは禁止された。
第5回（2012年4月12日）では、特別編4回中3回も最下位になっている松本へのハンデとして、全員紫色を取り入れるというルールが課せられた（松本本人が考案）。
投票数が最も少ない「売れ残り」になったメンバーはそのコーディネートで、嵐が「エグい」「恥ずかしい」というセットや表情での写真撮影を行い、売れ残りメンバーが大写しにされた番組宣伝用のラッピングトレーラーが運行される。新宿編（2011年3月31日）では、マルイシティ渋谷に、その写真を使った番組宣伝用の巨大ポスターが展示された。
各回の内容
| 回 | 放送日         | テーマ                                                                      | ゲスト                                     | 1位  | 2位  | 3位  | 4位  | 5位  |
| -- | -------------- | --------------------------------------------------------------------------- | ------------------------------------------ | ---- | ---- | ---- | ---- | ---- |
| 1  | 2010年4月29日  | GW特別編! 勝負デート服対決! in 御殿場プレミアムアウトレット                 | RIKACO 吉川ひなの VERBAL（m-flo） 西川史子 | 大野 | 櫻井 | 二宮 | 相葉 | 松本 |
| 2  | 2010年8月26日  | 夏休み特別編! 夏の勝負デート服対決! in 越谷・イオンレイクタウン             | VERBAL（m-flo） 冨永愛 藤本美貴 西川史子   | 櫻井 | 大野 | 二宮 | 相葉 | 松本 |
| 3  | 2011年3月31日  | 春休み特別編! 嵐の勝負デート服対決! in 新宿マルイアネックス                 | VERBAL（m-flo） 吉高由里子 西川史子        | 二宮 | 松本 | 相葉 | 大野 | 櫻井 |
| 4  | 2011年10月20日 | 秋の特別編! 秋の勝負デート服対決! in ランドマークプラザ・クイーンズイースト | VERBAL（m-flo） 深田恭子 森泉 西川史子     | 櫻井 | 二宮 | 相葉 | 大野 | 松本 |
| 5  | 2012年4月12日  | 第5弾! 春の勝負デート服対決! in 阪急MEN'S TOKYO                             | VERBAL（m-flo） 米倉涼子 小倉優子 西川史子 | 松本 | 二宮 | 櫻井 | 大野 | 相葉 |

その他・特別企画
- マネキンファイブ1stシーズン最後となる2011年1月20日の放送では緊急特別企画を実施。1stシーズン売れ残り数1位の櫻井がVERBAL（m-flo）、西川史子と共にガン攻めコーディネートロケを行い、選んだ服を着て翌週のVIP ROOMの収録（ゲスト：吉高由里子）に臨む事実上の罰ゲームを受けた。

ホストロワイアル
ホスト役の男性ゲストが、ホストに扮した嵐メンバーの中から1人を指名して、1対1で対決。2人はお客役の女性ゲストとトークをしながら、彼女が褒めて欲しいと思っているポイント5つを探る。先に3つ当てた方の勝利。選ばれなかったメンバーはスタジオ内に声が聞こえない別室へ移動しモニタリングする。勝者はゲストから賞品を貰える。第1回（2009年5月28日）のみ敗者はベタなギャグをカッコ良く言う罰ゲームを実施。
スタア御用達ツアーズ
嵐とゲストの6人が、自身の御用達の店を紹介している声の主の正体を当てるゲーム。声だけではなく、ときどき含まれるヒントなども参考にして解答する。6人全員が正解すると、その店の料理を食べることができるが、1人でも間違えると炭酸ガスがメンバーに向かって噴射される。あまりにも全員正解しないため3回目からは全員でなくとも正解すれば正解した人のみ料理を食べることができ、さらに全員正解でその店の1日フリーパスを獲得できるルールに変更。
ためして家ッ電!
櫻井が司会（店長）、残りのメンバーとオセロの2名、ゲスト2名が来店客に扮して行われる。コーナー名は『ためしてガッテン』から。各チームごとに規定のW（ワット）数を超えないように家電を選ぶ。買った商品のW（ワット）数が3000W以上を超えるとドボンとなり商品は没収、ブレーカーが落ちて真っ暗になった部屋の中で巨大風船を割られるというお仕置きを執行。
ストラックナイン
嵐、オセロ、ゲスト2名の計9人が1人 - 9人のボードのそれぞれの人数に合うように共通する質問を考える。質問に対し該当する数字（人数）のストラックアウトの的が射抜かれ、全ての的を射抜くのを目指す。
知らないほうが幸せだった事実
2009年4月に放送された単発特番をコーナー化。世の中のあらゆる事象に隠された「知らないほうが幸せだった事実」をVTRで紹介し、嵐とゲストが判定する。MCは相葉。
モテ嵐!ダメ嵐!
嵐5人の中で女心が分かっていない人を決めるコーナー。「モテ度」をチェックするアンケートに5人が答え、回答を美女軍団を自称する女芸人数名（松嶋が審査委員長）が審査し「ダメ嵐」を1名決める。選ばれた「ダメ嵐」は、回答席が倒れ氷水のプールへ落とされる。さらに、衣装のまま氷水に落とされるため水浸しになって使い物にならない衣装を強制的に自腹で買取させられる。
2010年7月15日のスペシャルでは「モテ東!ダメ東!」として東山紀之（少年隊）が特別ゲストとして出演したが、「ダメ東」に選ばれ氷水に落とされる結果となった。それを受け同年12月16日放送では、「氷水落下を防ぐために無難な答えを出し、大先輩を氷水に落とした嵐の素直な答え」を知る名目で、過去の雑誌インタビューの内容からダメ嵐を選出した。
氷水落下は相葉・二宮が2回ずつ、櫻井・松本・ゲスト（東山）が1回ずつ。
ご当地グルメウェイター
数ある料理の中から、嵐とオードリーがお題の都道府県のご当地グルメを当てるゲーム。各都道府県代表の美女がお客役で出演し、該当する都道府県のご当地グルメを選び美女に届ける。不正解の場合はその地域の方言で罵声を浴びせられ、顔に水をかけられる。
第1回は7人が順番に様々な都道府県の美女にその都道府県に当てはまる料理を渡し、勝ち抜きで残った最後の1名に罰（激辛料理）を課されるルール、第2回は1つの都道府県の美女7人と虻川美穂子（北陽）に10個の料理から1つずつ選び渡すが、1個だけ違う都道府県のこ当地グルメが混入してあり、それを選ぶと連帯責任で罰（虻川による尻叩き）が課されるルールで実施。
ダウトアクション
ダウト伯爵（声：バッキー木場）の館を舞台に、嵐チームと芸人チームに分かれ、演技力とリアクション芸で競う対決企画。各チーム共通の罰ゲームに交互に挑むが、嵐チームは5人のうち1人が罰を受け、芸人チームは5人のうち1人だけ罰を受けていない。相手チームはウソの演技をしている1人が誰かを当て、正解数で競う。何も起きてないのに大げさにリアクションしたり、罰を受けているのに表情を動かさないようにしたりする戦略が求められる企画。負けチームは代表者あるいは全員で実際に登場した罰を全員で受けて思いっきりリアクションをしてもらう。なお、番組内で言及されていないが解答席のスイッチを押すチームキャプテンを嵐チームは二宮が、芸人チームはカメラ左側の芸人が担当する。
| 回 | 放送日               | 対決ゲスト | テーマ                                                   | 勝利チーム |
| -- | -------------------- | --- | -------------------------------------------------------- | ---------- |
| 1  | 2009年12月10日       | FUJIWARA ブラックマヨネーズ 庄司智春（品川庄司）                                                                          | わさび寿司 アツアツおしぼり 激痛足つぼマッサージ         | 嵐チーム   |
| 2  | 2010年2月4日         | チュートリアル カンニング竹山 長友光弘（響） 鈴木Q太郎（ハイキングウォーキング）                                          | 激苦センブリ茶 悪臭地獄（足の臭い） 激痛足つぼマッサージ | 引き分け   |
| 3  | 2010年3月4日         | チュートリアル 日村勇紀（バナナマン） 長友光弘（響） 鈴木Q太郎（ハイキングウォーキング）                                  | 激スッパ梅干し 悪臭地獄（足の臭い） くすぐり地獄         | 芸人チーム |
| 4  | 2010年5月13日        | FUJIWARA 日村勇紀（バナナマン） 庄司智春（品川庄司） 長友光弘（響）                                                       | 激辛デスソース 悪臭地獄（足の臭い） 氷地獄               | 嵐チーム   |
| 5  | 2010年6月10日 特別編 | ダチョウ倶楽部 | わさび寿司 アツアツおでん 激痛足つぼマッサージ 熱湯風呂  | 嵐チーム   |
| 6  | 2010年9月9日         | 徳井義実（チュートリアル） 日村勇紀（バナナマン） 庄司智春（品川庄司） 長友光弘（響） 鈴木Q太郎（ハイキングウォーキング） | ウッフン吐息 悪臭地獄（加齢臭）                          | 嵐チーム   |

ランキングダービー
嵐が競走馬（松本＝「マツモトテイオー」、櫻井＝「サクライバクシンオー」、相葉＝「アイバインパクト」、大野＝「オオノキャップ」、二宮＝「ニノミヤカズナリ」→「オシャベリカズナリ」）に扮し、一般人・芸能人に回答してもらい順位づけしてもらうコーナー。特定の一般人に聞いたイメージレース（選んだ人数が多いほど上位）、女性芸能人が独断でランク付けするメインレースの2種類を実施。各レースごとに予想屋芸能人（松嶋・FUJIWARA・ゲスト1名）が1位と最下位を予想し、的中すればお食事券3万円がもらえる。
当コーナーでは二宮がいじられキャラとして扱われており、1人だけ本名で出演させられるほか、ランキング最下位になった回数も6回と最多である。それに対して二宮はツッコミを入れるが、「順位が発表された後の言い訳（お喋り）が多い」ということからFUJIWARAに「オシャベリカズナリ」と命名されることになる。1度だけ二宮に有利になるであろう問題のみ出題される「二宮カップ」が行われた。
イッパツギャンブラー嵐
嵐5人とゲストがギャンブラーに扮して行うゲーム企画。エージェントに扮した回替わりの男性芸人（胴体より下のみ出演）が進行する。
誰でもできる簡単なゲームに挑み参加者全員が連続で成功させれば、ゲストの希望した商品をエージェントから贈られる。失敗した場合はスナイパーから熱湯銃により熱湯を噴射される。
ラヴィット!での復活版では7対7のチーム戦を採用。負けチームはスナイパーから激臭空気砲で撃たれる。
熱湯銃を浴びた回数はエキシビジョンを含めると、松本が4回、相葉と櫻井が3回、二宮が2回、大野が1回となる。
| 回   | 放送日                             | ゲスト | エージェント                     | ゲーム内容                                             | 結果      |
| ---- | ---------------------------------- | --- | -------------------------------- | ------------------------------------------------------ | --------- |
| 1    | 2010年8月5日                       | 椎名桔平、生瀬勝久 | バカリズム                       | 札束カウント ゴミ箱シュート 針糸スルー                 | 成功 失敗 |
| 2    | 2010年9月16日                      | 柴咲コウ | 渡部建（アンジャッシュ）         | 体内ストップウォッチ マネーカウント パンケーキスナップ | 失敗 成功 |
| 3    | 2010年12月2日                      | ネプチューン | ビビる大木                       | キャンドルブロー フードキャッチ マネーカウント         | 失敗      |
| 4    | 2011年2月3日                       | 松山ケンイチ | 伊達みきお（サンドウィッチマン） | 片足バランス マネーカウント キャノンボールキャッチ     | 成功 失敗 |
| 復活 | 2024年6月28日 (ラヴィット!内にて） | 水川チーム：水川あさみ、櫻井翔、コットン、 おいでやす小田、EXIT 川島チーム：川島明（麒麟）、くっきー!（野性爆弾）、太田博久（ジャングルポケット） 東京ホテイソン、菅原咲月（乃木坂46）、青木マッチョ（かけおち） | 赤荻歩                           | キャノンボールキャッチ                                 | -         |

スーパーマリオネット嵐
「とにかくモテない」ブサイク芸人5人が嵐とタッグを組み行う芝居対決。
芸人5人があやつり人形に扮した嵐のメンバーと1人ずつタッグを組み、お題に沿った恋のシチュエーションを芸人が考案し嵐の各メンバーが演じる。その芝居をもとに女性審査員によってランキング付けされ優勝者＝「見た目はブサイクでも、心はイケメン」な芸人を決める。尚、結果発表時まで芝居の考案芸人は伏せられており、優勝者以外の芸人は結果発表後すぐにパイをぶつけられるため優勝者以外は素顔を一瞬しか映されない仕組みとなっている。
各回の内容
| 回 | 放送日         | テーマ           | 女性審査員                 | 彼女役                                              | ゲスト芸人 | 1位        | 2位        | 3位        | 4位        | 5位        |
| -- | -------------- | ---------------- | -------------------------- | --------------------------------------------------- | --- | ---------- | ---------- | ---------- | ---------- | ---------- |
| 1  | 2010年12月16日 | 理想のプロポーズ | 矢口真里 加藤夏希 RIKACO   | 近藤春菜（ハリセンボン） 箕輪はるか（ハリセンボン） | 山里亮太（南海キャンディーズ） 狩野英孝 日村勇紀（バナナマン） 今野浩喜（キングオブコメディ） 岩尾望（フットボールアワー）           | 松本・岩尾 | 二宮・日村 | 櫻井・山里 | 相葉・狩野 | 大野・今野 |
| 2  | 2011年2月24日  | 最高のキス       | 里田まい 矢口真里 星野真里 | 黒沢かずこ（森三中） いとうあさこ                   | 山根良顕（アンガールズ） 山里亮太（南海キャンディーズ） 日村勇紀（バナナマン） 岩尾望（フットボールアワー） 田中卓志（アンガールズ） | 櫻井・山根 | 大野・岩尾 | 松本・田中 | 相葉・山里 | 二宮・日村 |

単発企画
- 5人連続劇場

嵐が1人1分以内で5人連続である演技（泣き）を成功させるまで帰れないという企画。
- スタジオライブ

2009年8月20日放送の『真夏の嵐ちゃん!嵐VS15人の美女スペシャル』のオープニングで、『Everything』を歌唱。また当日は全編ステレオ放送が実施された。
- 突撃!嵐の晩ごはん

櫻井&松嶋、松本&大島美幸（森三中）、二宮&鳥居みゆきが一夜限りの夫婦となり、協力して晩ごはんを作り味を競い合う。相葉と大野は審査員となる。結果は櫻井&松嶋、松本&大島の同率優勝となった。
- アラオケ館へようこそ!

嵐の結成10周年記念企画。カラオケ館をモニタリングし、嵐の人気曲5曲を全て歌われるまで帰れない企画。該当曲が入った場合、日頃のファンへの感謝の気持ちをこめ、嵐の曲を歌ってくれた客室へ乱入する。
のちに番組ディレクターの藤井健太郎が総合演出を担当する「クイズ☆タレント名鑑」にて「カラオケ歌われるまで帰れません！」として企画化された。
- 嵐ちゃんSPに霊が出た!

2009年10月のマネキンファイブ対抗戦でやる気のなさそうに段差に座っていた二宮をイジり、除霊として二宮に大量の塩をかけた。
- お悩み解決!ベストアンサー相談所

ゲストが抱える悩みを嵐の5人が解決案を出し合い、その内容で競う。
- 大人のぬり絵

嵐ちゃん王国の次期王子を決める選考会という設定で、誰でもわかるマークなどに正しく色を塗るゲーム。優勝は二宮。

#### 2011年4月～2013年3月
嵐シェアハウス
『嵐がお金を出し合って家を建てシェアハウスを建設、そこに5人が住んでいる』という設定で、2人の嵐メンバーがシェアハウスを訪れたゲストとトークや食事を行い交流を深める。シェアハウスを模したスタジオには水道・ガス・家電も完備されており自由に活用できる。放送期間、大野と相葉のペアは一度もなかった。
冷蔵庫の中にはドリンク（ミネラルウォーター・ジュースなど）のほか、「相葉茶（センブリ茶）」「相葉ドリンク（アロエエキス）」があり、嵐のメンバーがゲストに「相葉茶」を飲ませることがお約束となっていた。
最終回となる2013年3月21日放送では、『シェアハウスから引っ越す』という設定で、嵐5人全員がそろって番組思い出の品を整理して皆で持ち帰る物を決めた後に、嵐5人で記念撮影した後、1人ずつシェアハウスの鍵を返して、メッセージを残しながら、シェアハウスから退出した。
放送リスト
| 回                 | 放送日             | ペア               | ゲスト                                                             |
| 2012年（平成24年） | 2012年（平成24年） | 2012年（平成24年） | 2012年（平成24年）                                                 |
| ------------------ | ------------------ | ------------------ | ------------------------------------------------------------------ |
| 1                  | 4月26日            | 二宮 松本          | 上戸彩                                                             |
| 2                  | 5月10日            | 大野 櫻井          | 優香                                                               |
| 3                  | 5月17日            | 相庭 松本          | ローラ                                                             |
| 4                  | 5月24日            | 二宮 相葉          | 吉瀬美智子                                                         |
| 5                  | 6月14日            | 二宮 相葉          | 安めぐみ スザンヌ ギャル曽根                                       |
| 6                  | 6月21日            | 櫻井 相葉          | 忽那汐里                                                           |
| 7                  | 6月28日            | 二宮 松本          | オアシズ いとうあさこ 森三中 小原正子 箕輪はるか バービー 福田彩乃 |
| 8                  | 7月12日            | 大野 櫻井          | 桐谷美玲                                                           |
| 9                  | 7月26日            | 大野 二宮          | ベッキー                                                           |
| 10                 | 8月9日             | 二宮 松本          | Perfume                                                            |
| 11                 | 8月16日            | 櫻井 相葉          | 持田香織 香椎由宇                                                  |
| 12                 | 8月23日            | 大野 二宮          | 米倉涼子                                                           |
| 13                 | 8月30日            | 相葉 松本          | 綾瀬はるか                                                         |
| 14                 | 9月6日             | 櫻井 松本          | 吹石一恵                                                           |
| 15                 | 9月13日            | 大野 二宮          | 木村多江                                                           |
| 16                 | 9月20日            | 櫻井 二宮          | 中島美嘉                                                           |
| 17                 | 10月11日           | 5人                | 明石家さんま石川佳純 鈴木聡美                                      |
| 18                 | 10月18日           | 相葉 松本          | 仲里依紗                                                           |
| 19                 | 10月25日           | 5人                | 未公開SP                                                           |
| 20                 | 11月1日            | 大野 櫻井          | 山田優                                                             |
| 21                 | 11月8日            | 二宮 松本          | Chara                                                              |
| 22                 | 11月16日           | 大野 櫻井          | ももいろクローバーZ                                                |
| 23                 | 11月22日           | 二宮 相葉          | 井上真央                                                           |
| 24                 | 11月29日           | 二宮 松本          | 武井咲                                                             |
| 25                 | 12月6日            | 櫻井 相葉          | 多部未華子                                                         |
| 26                 | 12月13日           | 二宮 相葉          | 木村カエラ                                                         |
| 27                 | 12月20日           | 大野 松本          | オアシス いとうあさこ 森三中 ハリセンボン ビーバー LiLiCo          |
| 2013年（平成25年） |                    |                    |                                                                    |
| 28                 | 1月17日            | 櫻井 松本          | 宮里藍                                                             |
| 29                 | 1月24日            | 大野 二宮          | 夏木マリ                                                           |
| 30                 | 1月31日            | 大野 松本          | MEGUMI 小倉優子 藤本美貴                                           |
| 31                 | 2月7日             | 櫻井 二宮          | 愛川ゆず季 川端友紀 金田久美子 平山智加 江辺香織 石橋幸緒 鵜澤光   |
| 32                 | 2月14日            | 相葉 松本          | 榊原郁恵 新田恵利 浅香唯 石川梨華                                  |
| 33                 | 2月21日            | 櫻井 二宮          | 吉高由里子                                                         |
| 34                 | 2月28日            | 大野 二宮          | 柴咲コウ                                                           |
| 35                 | 3月7日             | 櫻井 松本          | 鈴木京香                                                           |
| 36                 | 3月14日            | 二宮 松本          | 鈴木保奈美 水原希子                                                |
| 37                 | 3月21日            | 5人                | 最終回スペシャル                                                   |

VIPリムジン
「VIP ROOM」の派生版。嵐のメンバーのうち2人が司会進行となり、VIPゲストに「おもてなしデート」としてリムジンバスで東京各地を巡り、ゲストがやりたい事をしたり、抱える問題点を解決したりするロケ企画。特別企画として嵐1人がVIP嵐となり、ペアを組むメンバーにおもてなしされる企画なども行われている。
絶品VIPメシ
レストラン等で食事を賭けて行うゲーム。目の前に出てきた料理を「この料理ならこの金額だけ支払っても食べたい」という金額をそれぞれ提示する。ただし、一番高い金額を提示した人は「芸能人らしく金に物言わせている」ため、一番低い金額を提示した人は「店長に失礼」なためそれぞれ食べることができない。つまり、真ん中の金額を提示した人のみ食べることができる。なお、2人か3人同じ金額が発生した場合は真ん中の人がいないため進行役の勝利となり料理は進行役の物になる。
大野フィッシングクラブ
釣り好きの大野が先生となりVIPゲストに釣りをレクチャーする。毎回釣り仲間として鈴木拓（ドランクドラゴン）が出演し、もう1人の嵐メンバーのサポートや大野&VIPゲストVS鈴木&もう1人の嵐での釣り対決を行う。
マネキンマストアイテム
2011年6月23日開始。基本ルールは前述の「マネキンファイブ」と同様だが、シチュエーションを指定されていた「-ファイブ」と対照的に、指定のファッションアイテムを必ず取り入れたコーディネートで競う。また、「売れ残り」シールはゲストには貼られなくなった。
マネキンは嵐から2人とゲスト3人の計5人、4人の女性（またはニューハーフ）タレントがお客、ますだおかだの岡田が店長（中島の降板以前は店長代理）、松嶋が副店長（産休の間は木下優樹菜が副店長代理）役となる。
本番組終了1週前（3月14日）の「マネキンマストアイテム 閉店セール」をもって完結。「マストアイテム」での売れ残り回数は、松本・二宮・大野が2敗、櫻井・相葉が1敗、ゲストが18敗。
「ファイブ」「マストアイテム」「特別編」「番外編」通算の売れ残り回数は櫻井・松本が7敗、二宮が6敗、大野が4敗、相葉が3敗、ゲストが27敗だった。ゲストのうち、複数回売れ残ったのは庄司智春（品川庄司）が3回、デンぺー（サカイスト）、徳井義実（チュートリアル）が2回。
結果表
| 回                 | 放送日             | マストアイテム       | マネキン                                                                                | お客役ゲスト（指名順）                                                                                              | 売れ残り           |
| 2011年（平成23年） | 2011年（平成23年） | 2011年（平成23年）   | 2011年（平成23年）                                                                      | 2011年（平成23年）                                                                                                  | 2011年（平成23年） |
| ------------------ | ------------------ | -------------------- | --------------------------------------------------------------------------------------- | --- | ------------------ |
| 1                  | 6月23日            | 熊出没Tシャツ        | 櫻井翔 相葉雅紀 綾部祐二（ピース） 又吉直樹（ピース） ゴリ（ガレッジセール）            | 益若つばさ RIKACO ローラ 西川史子                                                                                   | 綾部               |
| 2                  | 7月7日             | 白Tシャツ            | 櫻井翔 大野智 今田耕司 宮川大輔 武田修宏                                                | 西川史子 トリンドル玲奈 SHIHO 矢口真里                                                                              | 櫻井               |
| 3                  | 7月14日            | ストローハット       | 相葉雅紀 松本潤 中村七之助 庄司智春（品川庄司） 山里亮太（南海キャンディーズ）          | 剛力彩芽 MEGUMI はるな愛 西山茉希                                                                                   | 庄司               |
| 4                  | 8月4日             | アロハシャツ         | 二宮和也 松本潤 藤森慎吾（オリエンタルラジオ） 梶原雄太（キングコング） 髙田延彦        | 冨永愛 矢野未希子 西川史子 スザンヌ                                                                                 | 二宮               |
| 5                  | 8月11日            | 白パンツ             | 櫻井翔 相葉雅紀 敦士 陣内智則 ふかわりょう                                              | 前田美波里 佐田真由美 坂下千里子 小倉優子                                                                           | 敦士               |
| 6                  | 9月1日             | ボーダーシャツ       | 二宮和也 松本潤 中野裕太 徳井義実（チュートリアル） 千原せいじ（千原兄弟）              | 西川史子 てんちむ トリンドル玲奈 大沢あかね                                                                         | 徳井               |
| 7                  | 9月15日            | チェックシャツ       | 櫻井翔 松本潤 加藤シゲアキ（NEWS） 小木博明（おぎやはぎ） 矢作兼（おぎやはぎ）          | 吉瀬美智子 川島海荷 （9nine） 貫地谷しほり 観月ありさ                                                               | 松本               |
| 8                  | 11月10日           | ダウンベスト         | 相葉雅紀 大野智 高橋茂雄（サバンナ） 後藤輝基（フットボールアワー） 武田修宏            | 久住小春 西川史子 ローラ はるな愛                                                                                   | 相葉               |
| 9                  | 12月8日            | レザージャケット     | 大野智 松本潤 生田斗真 ダイアモンド☆ユカイ 藤森慎吾（オリエンタルラジオ）               | ヨンア 平山あや 有末麻祐子 西川史子                                                                                 | 大野               |
| 2012年（平成24年） |                    |                      |                                                                                         | |                    |
| 10                 | 1月12日            | マフラー             | 大野智 二宮和也 読売ジャイアンツ （長野久義・坂本勇人・澤村拓一）                       | スザンヌ 西川史子 トリンドル玲奈 冨永愛                                                                             | 二宮               |
| 11                 | 2月9日             | ピンク               | 二宮和也 松本潤 小栗旬 笠原秀幸 高橋茂雄（サバンナ）                                    | 前田美波里 ヨンア 小倉優子 西川史子                                                                                 | 小栗               |
| 12                 | 3月8日             | 花柄                 | 相葉雅紀 大野智 綾部祐二（ピース） 石田明（NON STYLE） 又吉直樹（ピース）               | 川口春奈 西川史子 MEGUMI 大沢あかね                                                                                 | 大野               |
| 13                 | 3月29日            | パーカ               | 相葉雅紀 櫻井翔 鈴木福 林遣都 千原せいじ（千原兄弟）                                    | 冨永愛 前田美波里 スザンヌ 西川史子                                                                                 | 林                 |
| 14                 | 5月10日            | ネクタイ             | 櫻井翔 大野智 敦士 前川泰之 武田修宏                                                    | 西川史子 森泉 MEGUMI 平子理沙                                                                                       | 武田               |
| 15                 | 5月17日            | スウェットパンツ     | 相葉雅紀 松本潤 佐々木蔵之介 福士誠治 高橋茂雄（サバンナ）                              | 紫吹淳 スザンヌ 西川史子 冨永愛                                                                                     | 高橋               |
| 16                 | 7月12日            | ショートパンツ       | 櫻井翔 大野智 魔裟斗 陣内智則 木下隆行（TKO）                                           | 香椎由宇 西川史子 前田美波里 Fairies （伊藤萌々香・下村実生・野元空・ 林田真尋・井上理香子・ 清村川音・藤田みりあ） | 陣内               |
| 17                 | 8月9日             | サンダル&帽子        | 二宮和也 松本潤 田村亮（ロンドンブーツ1号2号） ユージ 又吉直樹（ピース）                | 春名風花 MEGUMI 森泉 スザンヌ                                                                                       | ユージ             |
| 18                 | 8月23日            | 半袖シャツ           | 二宮和也 大野智 沢村一樹 福徳秀介（ジャルジャル） 藤森慎吾（オリエンタルラジオ）        | 鈴木奈々 すみれ 西川史子 菊地亜美（アイドリング!!!）                                                                | 福徳               |
| 19                 | 9月13日            | オーバーオール       | 二宮和也 大野智 岡田准一（V6） 吉村崇（平成ノブシコブシ） 岩尾望（フットボールアワー）  | 矢口真里 ローラ 重盛さと美 西川史子                                                                                 | 岡田               |
| 20                 | 11月1日            | カーディガン         | 櫻井翔 大野智 栗原類 藤本敏史（FUJIWARA） 渡部建（アンジャッシュ）                      | ローラ 冨永愛 平山あや 西川史子                                                                                     | 渡部               |
| 21                 | 11月22日           | チェック柄           | 相葉雅紀 二宮和也 又吉直樹（ピース） デンペー（サカイスト） 向井慧（パンサー）          | 本田翼 大島美幸（森三中） 加賀美セイラ 西川史子                                                                     | デンペー           |
| 22                 | 11月29日           | レザー               | 二宮和也 松本潤 増田貴久（NEWS） 小木博明（おぎやはぎ） DAIGO                           | 仲里依紗 前田美波里 西川史子 馬場園梓（アジアン）                                                                   | 小木               |
| 2013年（平成25年） |                    |                      |                                                                                         | |                    |
| 23                 | 1月17日            | ミリタリージャケット | 櫻井翔 松本潤 安田章大（関ジャニ∞） 小木博明（おぎやはぎ） 岩尾望（フットボールアワー） | ヨンア 西川史子 MEGUMI bump.y （桜庭ななみ・宮武美桜・宮武祭）                                                      | 安田               |
| 24                 | 2月14日            | ピンク               | 相葉雅紀 松本潤 竹中直人 綾部祐二（ピース） 千原せいじ（千原兄弟）                      | ローラ AI 国生さゆり 西川史子                                                                                       | 松本               |
| 25                 | 2月21日            | ダウンジャケット     | 櫻井翔 二宮和也 宮尾俊太郎 ケンドーコバヤシ デンペー（サカイスト）                      | 北乃きい 西川史子 道端アンジェリカ 大島美幸（森三中）                                                               | デンペー           |
| 26                 | 3月14日 閉店セール | 蝶ネクタイ           | 二宮和也 松本潤 VERBAL（m-flo） 矢作兼（おぎやはぎ） 庄司智春（品川庄司）               | ダレノガレ明美 前田美波里 矢口真里 西川史子                                                                         | 庄司               |

マネキンマストアイテム対抗戦
2012年5月31日放送より開始。嵐の代表2人が、ゲスト8人のマネキンから、プロ野球ドラフト会議の要領で1位から指名4人のメンバーを決める。仮に指名したマネキンが被った場合は、これもドラフト会議同様に抽選を行い、「○」のついた紙が入っている封筒を引けばメンバーに加えられ、もう一方は残ったマネキンから1人を選ぶ（4位の場合は1人しか残っていないので、自動的に残った1人になる）。
その後は「マネキンファイブ」の対抗戦同様、チームメイトの服を見て代表選手を1名選出し、1対1の勝負を行う（順番はドラフトの指名順とは異なる）。判定は女性芸能人5名による多数決により決定。先に3勝したチームの勝利。
場合によっては、嵐の代表2人が「嵐チーム」として、ゲスト2～3人の「ゲストチーム」と対決する場合もある。この場合は、嵐・ゲストチームメンバー以外のゲストマネキン（芸人が中心で、ゲストチームメンバーが2名の場合は6人、3人の場合は5人）からドラフトでメンバーに加えていく。なお、この対抗戦のマントはチームキャプテンを務めるマネキンは赤もしくは青の袖付きマントを、それ以外のマネキンは白の通常のマントを着用し、ゲストはチーム決定後、所属するチームの名札をマントにつける。
結果表
| 回 | 放送日        | マストアイテム | チーム | お客役ゲスト                                     | 勝利チーム             |
| -- | ------------- | -------------- | --- | ------------------------------------------------ | ---------------------- |
| 1  | 2012年5月31日 | 迷彩柄         | 櫻井チーム 代表.櫻井翔 1.千原せいじ（千原兄弟） 2.石田明（NON STYLE） 3.武田修宏 4.山里亮太（南海キャンディーズ） 大野チーム 代表.大野智 1.前川泰之 2.田代万里生 3.テレンス・リー 4.敦士                                                      | ローラ SHELLY トリンドル玲奈 千秋 西川史子       | 櫻井チーム             |
| 2  | 2012年6月7日  | ドット柄       | 櫻井チーム 代表.櫻井翔 1.ふかわりょう 2.岩尾望（フットボールアワー） 3.中野裕太 4.藤本敏史（FUJIWARA） 松本チーム 代表.松本潤 1.肥野竜也 2.ユージ 3.髙田延彦 4.狩野英孝                                                                       | 菜々緒 益若つばさ 大沢あかね 前田美波里 西川史子 | 松本チーム             |
| 3  | 2012年6月28日 | 日本語         | 嵐チーム 代表.二宮和也 代表.松本潤 1.小木博明（おぎやはぎ） 2.藤森慎吾（オリエンタルラジオ） 3.今野浩喜（キングオブコメディ） 今田チーム 代表.今田耕司 代表.宮川大輔 1.渡部建（アンジャッシュ） 2.庄司智春（品川庄司） 3.入江慎也（カラテカ） | ヨンア 木下優樹菜 矢口真里 鈴木奈々 西川史子     | 嵐チーム               |
| 4  | 2012年7月19日 | どうぶつ       | 嵐チーム 代表.相葉雅紀 代表.松本潤 1.小木博明（おぎやはぎ） 2.高橋茂雄（サバンナ） 3.山里亮太（南海キャンディーズ） サマーレスキューチーム 代表.向井理 代表.菅田将暉 代表.小澤亮太 1.杉浦太陽 2.小島よしお                                    | 谷花音 小林星蘭 石井萌々果 熊田聖亜 春名風花     | サマーレスキューチーム |

マネキンファイブ特別編
特番でのスペシャル企画。マストアイテムと異なり、ここは嵐が5人揃うので「マネキンファイブ」として行われる。唯一、2011年4月のリニューアル以前から継続している企画。詳細は前述の「マネキンファイブ特別編」より。
オトナは出来て当然SHOW
2011年5月12日開始。大人なら出来て当然で知らないと恥ずかしいという問題に挑む企画。
問題に対した特定の業種での事前調査による成功率が提示され、その確率をもとに代表者を1名選出する。代表者は別室（チャレンジルーム）に移動し、問題に挑む。
制限時間が無制限の場合は答えが決まったら近くにあるOKボタンを押し、成功なら正解音が鳴るが、失敗なら代表者に炭酸ガスが噴射される。制限時間がある場合はタイムアップの時点で失敗となる。
- 団体戦

嵐2人とゲスト3人が挑戦。1人でも失敗者した場合、最後にその人数×2倍「オトナ味（激苦）」のドリンクを全員が飲む罰ゲームを実施。なお開始当初は「出来て当然」のため賞金や賞品は用意されていなかったが、途中から5人全員が成功した場合にのみ「オトナな賞品」がプレゼントされるようになった。
- 対抗戦

嵐のメンバーがキャプテンor嵐2名ゲスト1名チーム×ゲストチームで、3対3の対抗戦で戦う。各チーム指名された人がそれぞれ別室で挑戦し、成功すれば1ポイント、失敗した場合は0ポイント。これを1人1問ずつ合計3問出題する。また、最終問題は3人全員で挑戦する問題を出題。全問終了した時点で獲得ポイントの多いチームの勝利。負けたチーム全員で、オトナ味のドリンクを飲む罰ゲーム。
ラストミッション
2011年11月17日開始。嵐の2人と芸人3人が恥ずかしい罰ゲーム（本気のキス顔、全力で一発屋芸人の完コピなど）を賭けてゲームを行う。最下位になった者が指定されたミッションを受けることになる。2012年4月19日放送回では前座番組「パパドル!　第1話」とのコラボ企画として、嵐2人（櫻井・大野）、関ジャニ∞2人（錦戸亮・横山裕）の対決を実施。「パパドル!」内にも櫻井・大野が友情出演したほか、ドラマ内でも錦戸・横山が本人役であるため当企画の一部が1シーンに組み込まれていた。二宮は一度も罰ゲームを受けた事がない。開始当初は芸人3人がフードを深く被った状態で嵐2人と共に登場し、嵐5人が揃ったと思わせておきながらセットについた途端3人がフードを取り正体を明かすという展開が行われていたが、途中から芸人が各ラウンドに１人ずつリングアナの煽りとともに登場する仕組みに変更されている。
恋するアラシアター
2011年4月14日開始。芸人2名と嵐2名がタッグを組み、芸人が脚本・演出した恋のシチュエーションを嵐が演じ、女性審査員が審査する。勝った芸人はペア旅行券をもらえるが、負けた芸人には「嵐にクサい演技をさせた」罰として悪臭のする液体を鼻の下に塗られる。
「スーパーマリオネット嵐」の派生企画であるが、前作と異なり収録前に稽古の時間を設けている。
各回の内容
| 回 | 放送日                              | テーマ               | 代表者    | 女性審査員        | ゲスト芸人                                                  | 彼女役                                              | 勝者               |
| -- | ----------------------------------- | -------------------- | --------- | ----------------- | ----------------------------------------------------------- | --------------------------------------------------- | ------------------ |
| 1  | 2011年4月14日                       | 理想のプロポーズ     | 櫻井 二宮 | 西川史子 南明奈   | 山里亮太（南海キャンディーズ） 日村勇紀（バナナマン）       | 馬場園梓（アジアン） 隅田美保（アジアン）           | 二宮・隅田・日村   |
| 2  | 2011年4月21日                       | 理想のプロポーズ     | 相葉 松本 | 矢口真里 佐藤かよ | 狩野英孝 岩尾望（フットボールアワー）                       | 黒沢かずこ（森三中） 大島美幸（森三中）             | 松本・大島・岩尾   |
| 3  | 2011年4月28日                       | 理想のプロポーズ     | 大野 二宮 | ヨンア ほしのあき | 綾部祐二（ピース） 又吉直樹（ピース）                       | 大久保佳代子（オアシズ） 小原正子（クワバタオハラ） | 二宮・大久保・綾部 |
| 4  | 2011年12月22日 クリスマススペシャル | 人生最高のクリスマス | 櫻井 松本 | 千秋 藤本美貴     | 後藤輝基（フットボールアワー） 岩尾望（フットボールアワー） | 黒沢かずこ（森三中） 大島美幸（森三中）             | 櫻井・黒沢・後藤   |

マジデマリサーチ
2011年8月18日開始。岡田が所長を務める「マジデマ研究所」を舞台に巷で流れる噂を独自に検証・実験する。
リストランテ BOTSU
2011年9月8日開始。オードリー若林がギャルソンとして進行役を務める。食通芸能人のみが入店できる架空の会員制レストラン「リストランテBOTSU」を舞台に、超一流レストランのボツメニュー（客前に出ることなくお蔵入りとなったメニュー）を当てるゲーム。ゲストシェフが1名登場し、そのシェフが考案した前述のボツメニューと実際に提供されている大人気のメニューの２品を提示する。その2品を1口ずつ試食し、ボツメニューを当てる。正解者はもう一方の大人気メニューを1人前分味わうことができるが、不正解者には特製ボツデザート（激辛デザート）を食べる罰が行われる。
ゲストシェフの目の前でボツメニューを当てなければいけないため、一歩間違えるとシェフに対して失礼な発言をしてしまうのみならず、若林が発言をわざと拡大解釈して失礼な文言にするため解答発表の際参加者が戦々恐々としている様がみられる。
芸能人に会えるカモしれない街
2011年12月8日のみ放送。芸能人の目撃情報が多い街へ行き、出会った芸能人の行きつけの店などを紹介する。3人の芸能人を紹介したら終了となる。

#### オープニングアニメ
『嵐ちゃん』に改題以降は嵐を模した棒人間を使ったオープニングアニメが流れており、スペシャル放送時は放送時期前後の出来事に沿ったアレンジ版が流れる。
2009年10月22日版
この日は『VS嵐』がゴールデン進出SP、『嵐ちゃん』が2時間SPとなっており、局は違えど嵐は4時間連続出演ということでお台場・フジテレビから嵐が赤坂・TBSに移動するというアニメ（中では青い犬も登場）。
2010年4月15日版
裏でツイッターをテーマにしたドラマが始まるのを受け、つぶやいている人を連れて行くというアニメ。
2011年3月31日版
東日本大震災（東北地方太平洋沖地震）後ということを受け、大嵐の中から立ち上がっていくというアニメ。
2012年3月8日版
東日本大震災から約1年という事を受け、『ファイトソング』に乗せながら嵐の1年の活動（嵐ちゃんディズニーコンサート、嵐にしやがれOP、VS嵐のピンボールランナー、マネキンファイブ、コンサート）のアニメが流された。
2011年10月・2012年4月版
放送時期近くの各メンバーの活動を描いたアニメ。
2012年10月版
嵐シェアハウスで生活する嵐5人の日常を描いたアニメ。
2013年3月21日（最終回）版
嵐シェアハウスの前に5台の引越し業者のトラックが到着するアニメ。エンディングでは、上記のシェアハウスから出ていくシーンの後に、5人がシェアハウスの外で再び合流し、嵐が歌唱する『Still...』をBGMとして歴代コーナーのハイライトとともに卒業アルバムを模した画面で過去の名場面を振り返りながら歩き、最後に5人で記念写真を撮って視聴者へ別れを告げる内容の5分弱に及ぶアニメーションを放送した。エンドロールでは番組へ携わった歴代スタッフ全員の名前が50音順でクレジットされ、アニメーションの最後に次の番組の司会を務める櫻井がそのアルバムを閉じ部屋を出ていく姿が写し出され幕を下ろした。

## ネット局
| 放送対象地域   | 放送局                   | 系列    | 放送日時                 |
| -------------- | ------------------------ | ------- | ------------------------ |
| 関東広域圏     | TBSテレビ (TBS)          | TBS系列 | 木曜 22時00分 - 22時54分 |
| 北海道         | 北海道放送 (HBC)         | TBS系列 | 木曜 22時00分 - 22時54分 |
| 青森県         | 青森テレビ (ATV)         | TBS系列 | 木曜 22時00分 - 22時54分 |
| 岩手県         | IBC岩手放送 (IBC)        | TBS系列 | 木曜 22時00分 - 22時54分 |
| 宮城県         | 東北放送 (TBC)           | TBS系列 | 木曜 22時00分 - 22時54分 |
| 山形県         | テレビユー山形 (TUY)     | TBS系列 | 木曜 22時00分 - 22時54分 |
| 福島県         | テレビユー福島 (TUF)     | TBS系列 | 木曜 22時00分 - 22時54分 |
| 山梨県         | テレビ山梨 (UTY)         | TBS系列 | 木曜 22時00分 - 22時54分 |
| 新潟県         | 新潟放送 (BSN)           | TBS系列 | 木曜 22時00分 - 22時54分 |
| 長野県         | 信越放送 (SBC)           | TBS系列 | 木曜 22時00分 - 22時54分 |
| 静岡県         | 静岡放送 (SBS)           | TBS系列 | 木曜 22時00分 - 22時54分 |
| 富山県         | チューリップテレビ (TUT) | TBS系列 | 木曜 22時00分 - 22時54分 |
| 石川県         | 北陸放送 (MRO)           | TBS系列 | 木曜 22時00分 - 22時54分 |
| 中京広域圏     | 中部日本放送 (CBC)       | TBS系列 | 木曜 22時00分 - 22時54分 |
| 近畿広域圏     | 毎日放送 (MBS)           | TBS系列 | 木曜 22時00分 - 22時54分 |
| 鳥取県・島根県 | 山陰放送 (BSS)           | TBS系列 | 木曜 22時00分 - 22時54分 |
| 岡山県・香川県 | 山陽放送 (RSK)           | TBS系列 | 木曜 22時00分 - 22時54分 |
| 広島県         | 中国放送 (RCC)           | TBS系列 | 木曜 22時00分 - 22時54分 |
| 山口県         | テレビ山口 (tys)         | TBS系列 | 木曜 22時00分 - 22時54分 |
| 愛媛県         | あいテレビ (ITV)         | TBS系列 | 木曜 22時00分 - 22時54分 |
| 高知県         | テレビ高知 (KUTV)        | TBS系列 | 木曜 22時00分 - 22時54分 |
| 福岡県         | RKB毎日放送(RKB)         | TBS系列 | 木曜 22時00分 - 22時54分 |
| 長崎県         | 長崎放送 (NBC)           | TBS系列 | 木曜 22時00分 - 22時54分 |
| 熊本県         | 熊本放送 (RKK)           | TBS系列 | 木曜 22時00分 - 22時54分 |
| 大分県         | 大分放送 (OBS)           | TBS系列 | 木曜 22時00分 - 22時54分 |
| 宮崎県         | 宮崎放送 (MRT)           | TBS系列 | 木曜 22時00分 - 22時54分 |
| 鹿児島県       | 南日本放送 (MBC)         | TBS系列 | 木曜 22時00分 - 22時54分 |
| 沖縄県         | 琉球放送 (RBC)           | TBS系列 | 木曜 22時00分 - 22時54分 |

## スタッフ

### 最終回時点のスタッフ
- 構成：堀江利幸、渡辺真也、藤谷弥生、寺田智和、大平尚志／桜井慎一 他
- ナレーション：新井麻希、高野貴裕（TBSアナウンサー）、鳥井美沙
- TM：高松央
- TD：山下直、森哲郎
- カメラ：江浦友樹
- VE：高橋康弘
- 音声：浜崎健、藤井勝彦
- 照明：中川剛、鈴木英敬、夏井茂之
- ENG：金子幸政・井興伸明
- 編集：田口正樹・市川敏之（オムニバス・ジャパン）
- MA：轉石裕治（オムニバス・ジャパン）
- 音効：石川良則・杉本栄輔（SPOT）
- 美術プロデューサー：長沼孝仁
- デザイン：木村真梨子、山口智広
- 美術制作：芳賀基広
- 装置：相良比佐夫
- アクリル装飾：渡邊卓也
- 特殊美術：高橋出
- 装飾：田村健治
- 電飾：斎藤隆之、石野祥一
- メカシステム：庄子泰広
- メイク：アートメイク・トキ、遠藤敏子
- 衣装：渥美智恵、岩崎孝典
- 持道具：岩本美徳、小澤友香
- スタイリスト：吉田太郎（SECESSION）、長友善行、土屋翔子、伊藤紫
- CG：PDトウキョウ、奥田真也、大森清一郎
- フードコーディネーター：都留沙矢香
- TK：鈴木裕恵
- デスク：渡辺香織
- 編成：渡辺信也
- 宣伝：安部由美
- ブレーン：岡宗秀吾
- AP：古川亜希子、中村恵
- ディレクター：藤井健太郎、有川崇、有田武史、柳信也、中島彰人、奥野祐士、寺田淳史、亀崎裕介、岩本啓助、内原弘二
- 演出：冨田雅也、藤井敏嗣
- 総合演出：三島圭太（以前は、P兼務）
- マネージメントプロデューサー：西川永哲（以前は、P）
- 担当プロデューサー：平田さおり（以前は、P）
- プロデューサー：木田将也
- エグゼクティブプロデューサー：落合芳行
- 技術協力：東京オフラインセンター
- 協力：ジャニーズ事務所
- 製作著作：TBS[注 18]

### 最終回以前までのスタッフ
- ナレーション：山田美穂、佐藤政道、木村匡也
- チーフプロデューサー：合田隆信
- プロデューサー：大松雅和、金原将公／杉村和彦（ZIPPY）
- ディレクター：井手比左士、飯塚一志、河本誠司、渡邉真二郎、太田憲一、森口みち子、吉村正好、照井有、近藤佳道、中島聡士、前島隆昭、森辰雄、柴田琢朗、真鍋正孝、田口健介、岸田大輔、林博史、下田亮太、佐藤賢二、井筒栄志
- AP補：前田杏紗
- 構成：都築浩、樋口卓治、金森直哉、尾首大樹、杉山奈緒子、高橋マツピロ
- 編成：坂田栄治、畠山渉
- 広報：武方直己
- TM：箸透、金澤健一
- 音声：高岡崇靖
- 音効：佐藤賢治・丹羽さやか（SPOT）
- 制作協力：ZIPPY